# 帕劳政治
帕劳政治是在总统代议制的共和制框架里进行的，帕劳总统既是国家元首，也是政府首脑。目前，帕劳共和国并没有正式的政党。帕劳共和国是一个事实上的非党派民主国家，因为帕劳并没有法律阻止政党的成立。帕劳共和国的行政权由政府行使；立法权则由政府和帕劳国会共同行使；司法权则独立于政府与立法机关之外。

## 行政分支
帕劳共和国的总统选举每四年进行一次，总统与副总统需要分别投票选举。总统既是国家元首，也是政府首脑。目前帕劳共和国总统是惠恕仁。

## 立法分支
帕劳国会采用两院制，由帕劳参议院和帕劳众议院组成。参议院由13名参议员组成，通过全国大选产生；而众议院由16名众议员组成，每州选举1名众议员。所有议员的任期为4年。同时，帕劳共和国每州也会独立选举它们的州长与州议会。
除了帕劳国会之外，帕劳共和国的大酋长委员会（The Council of Chiefs）也会在传统法律及习俗问题上向总统提出建议。大酋长委员会由各州的酋长组成，而科罗尔州的酋长约塔卡·吉本斯（Yutaka Gibbons）是本届大酋长委员会的主席。

## 司法分支
帕劳共和国的司法机构设有最高法院、全国法院与下属法院等三等法院和土地法院。最高法院设有审判与上诉部门，由帕劳最高大法官亚瑟·恩吉拉克尔松（Arthur Ngiraklsong）主持。帕劳最高大法官为终身制。

## 政党与选举
关于帕劳共和国的各大政党请参见帕劳政党列表。有关帕劳共和国历次总统选举及大选经过与结果则请参见帕劳选举。